# Antoine Brun-Rollet
Antoine Brun-Rollet (* 1810 in Saint-Jean-de-Maurienne, Savoyen; † 25. September 1858 in Khartum, Sudan) war ein französischer Afrikaforscher und Handelsreisender.

## Leben
Brun-Rollet war ursprünglich für eine kirchliche Laufbahn bestimmt. Er entschied sich jedoch einen anderen Beruf zu ergreifen und segelte 1831 nach Alexandria, wo er für kurze Zeit unter dem Namen „Ya‘qib“ als Koch angestellt war. Anschließend arbeitete er für J. M. F. Vaissiére und reiste Ende 1831 in den Sudan ein. Hier betrieb er auf eigene Rechnung Handel und kam schnell zu einem beträchtlichen Vermögen. Er begleitete im Jahr 1840 die großen Nilexpedition von Muhammad Ali Pascha nach Taka. 1844 bereiste er den Weißen Nil und gründete einen Handelsposten für Elfenbein im neuerschlossenen oberen Nilgebiet. Zwischenzeitlich hatte er eine  junge Französin (1831–1856) aus Marseille geheiratet. Sie begleitete ihn auf vielen seiner gefährlichen Reisen. Er war der erste Europäer, der in den Jahren 1856 bis 1857 den Bahr al-Ghazal bis Meschra er-Rek erkundete. Bei einem Besuch in Europa im Jahr 1855 veröffentlichte er in Paris sein Werk über den Weißen Nil. In den Jahren 1856 bis 1857 war er sardischer Vizekonsul in Khartum, wo er starb.
Brun-Rollet veröffentlichte einige Aufsätze über seine Entdeckungen in Petermanns Geographische Mitteilungen und im Bulletin de la Société de Géographie de Paris.